# Campeonato Mundial de Esquí Nórdico de 2005
El XLVI Campeonato Mundial de Esquí Nórdico se celebró en la localidad alpina de Oberstdorf (Alemania) entre el 17 y el 27 de febrero de 2005 bajo la organización de la Federación Internacional de Esquí (FIS) y la Federación Alemana de Esquí.

## Esquí de fondo

### Masculino
| Evento                            | Oro                                                                                       | Plata                                                                                      | Bronce                                                                                         |
| --------------------------------- | ----------------------------------------------------------------------------------------- | ------------------------------------------------------------------------------------------ | ---------------------------------------------------------------------------------------------- |
| Velocidad individual EC (22.02)   | Vasili Rochev · Rusia ·                                                                   | Tor Arne Hetland · Noruega ·                                                               | Thobias Fredriksson · Suecia ·                                                                 |
| Velocidad por equipo EL (25.02)   | Tore Ruud Hofstad · Tor Arne Hetland · Noruega · 14:08,6                                  | Jens Filbrich · Axel Teichmann · Alemania · 14:12,4                                        | Dušan Kožíšek · Martin Koukal · República Checa · 14:13,4                                      |
| 15 km EL (17.02)                  | Pietro Piller Cottrer · Italia · 34:49,7                                                  | Fulvio Valbusa · Italia · 35:00,9                                                          | Tore Ruud Hofstad · Noruega · 35:03,9                                                          |
| 15 km + 15 km persecución (20.02) | Vincent Vittoz Francia 1:19:20,5                                                          | Giorgio Di Centa · Italia · 1:19:21,3                                                      | Frode Estil · Noruega · 1:19:21,3                                                              |
| 50 km EC (27.02)                  | Frode Estil · Noruega · 2:30:10,1                                                         | Anders Aukland · Noruega · 2:30:10,8                                                       | Odd-Bjørn Hjelmeset · Noruega · 2:30:11,5                                                      |
| Relevo 4 × 10 km (24.05)          | Noruega · Odd-Bjørn Hjelmeset · Frode Estil · Lars Berger · Tore Ruud Hofstad · 1:39:04,4 | Alemania · Jens Filbrich · Andreas Schlütter · Tobias Angerer · Axel Teichmann · 1:39:22,1 | Rusia · Nikolai Pankratov · Vasili Rochev · Yevgueni Dementiev · Nikolai Bolshakov · 1:39:23,1 |

### Femenino
| Evento                              | Oro                                                                                            | Plata                                                                                         | Bronce                                                                                        |
| ----------------------------------- | ---------------------------------------------------------------------------------------------- | --------------------------------------------------------------------------------------------- | --------------------------------------------------------------------------------------------- |
| Velocidad individual EC (22.02)     | Emelie Öhrstig · Suecia ·                                                                      | Lina Andersson · Suecia ·                                                                     | Sara Renner · Canadá ·                                                                        |
| Velocidad por equipo EL (25.02)     | Hilde Pedersen · Marit Bjørgen · Noruega · 12:19,7                                             | Riitta-Liisa Lassila · Pirjo Manninen · Finlandia · 12:22,5                                   | Yuliya Chepalova · Aliona Sidko · Rusia · 12:23,3                                             |
| 10 km EL (17.02)                    | Kateřina Neumannová · República Checa · 26:27,6                                                | Yuliya Chepalova · Rusia · 26:28,8                                                            | Marit Bjørgen · Noruega · 26:42,8                                                             |
| 7,5 km + 7,5 km persecución (19.02) | Yuliya Chepalova · Rusia · 42:16,8                                                             | Marit Bjørgen · Noruega · 42:32,5                                                             | Kristin Størmer Steira · Noruega · 42:42,7                                                    |
| 30 km EC (26.02)                    | Marit Bjørgen · Noruega · 1:27:05,8                                                            | Virpi Kuitunen · Finlandia · 1:27:14,7                                                        | Natalia Baranova · Rusia · 1:27:16,1                                                          |
| Relevo 4 × 5 km (21.02)             | Noruega · Vibeke Skofterud · Hilde Pedersen · Kristin Størmer Steira · Marit Bjørgen · 57:15,7 | Rusia · Larisa Kurkina · Natalia Baranova · Yevgueniya Medvedeva · Yuliya Chepalova · 57:23,3 | Italia · Gabriella Paruzzi · Antonella Confortola · Sabina Valbusa · Arianna Follis · 58:05,4 |

## Salto en esquí
| Evento                              | Oro                                                                                           | Plata                                                                                | Bronce                                                                                   |
| ----------------------------------- | --------------------------------------------------------------------------------------------- | ------------------------------------------------------------------------------------ | ---------------------------------------------------------------------------------------- |
| Trampolín normal individual (19.02) | Rok Benkovič Eslovenia 256,0 pts.                                                             | Jakub Janda · República Checa · 249,5 pts.                                           | Janne Ahonen · Finlandia · 249,0 pts.                                                    |
| Trampolín grande individual (25.02) | Janne Ahonen · Finlandia · 313,2                                                              | Roar Ljøkelsøy · Noruega · 307,2                                                     | Jakub Janda · República Checa · 304,2                                                    |
| Trampolín normal por equipo (20.02) | Austria · Wolfgang Loitzl · Andreas Widhölzl · Thomas Morgenstern · Martin Höllwarth · 970,5  | Alemania · Michael Neumayer · Martin Schmitt · Michael Uhrmann · Georg Späth · 964,0 | Eslovenia Primož Peterka Jure Bogataj Rok Benkovič Jernej Damjan 929,5                   |
| Trampolín grande por equipo (26.05) | Austria · Wolfgang Loitzl · Andreas Widhölzl · Thomas Morgenstern · Martin Höllwarth · 1137,3 | Finlandia · Risto Jussilainen · Tami Kiuru · Matti Hautamäki · Janne Ahonen · 1122,9 | Noruega · Bjørn Einar Romøren · Sigurd Pettersen · Lars Bystøl · Roar Ljøkelsøy · 1113,5 |

## Combinada nórdica
| Evento                           | Oro                                                                                 | Plata                                                                                       | Bronce                                                                                 |
| -------------------------------- | ----------------------------------------------------------------------------------- | ------------------------------------------------------------------------------------------- | -------------------------------------------------------------------------------------- |
| TG + 7,5 km individual (27.02)   | Ronny Ackermann · Alemania · 20:15,6                                                | Magnus Moan · Noruega · 20:26,7                                                             | Kristian Hammer · Noruega · 20:53,3                                                    |
| TN + 15 km individual (18.02)    | Ronny Ackermann · Alemania · 38:56,2                                                | Björn Kircheisen · Alemania · 38:57,6                                                       | Felix Gottwald · Austria · 38:59,4                                                     |
| TN + 4 × 5 km por equipo (23.02) | Noruega · Petter Tande · Håvard Klemetsen · Magnus Moan · Kristian Hammer · 49:45,5 | Alemania · Sebastian Haseney · Georg Hettich · Björn Kircheisen · Ronny Ackermann · 49:52,6 | Austria · Michael Gruber · Christoph Bieler · David Kreiner · Felix Gottwald · 49:52,9 |

## Medallero
| Núm. | País            | Oro | Plata | Bronce | Total |
| ---- | --------------- | --- | ----- | ------ | ----- |
| 1    | Noruega         | 7   | 5     | 7      | 19    |
| 2    | Alemania        | 2   | 5     | 0      | 7     |
| 3    | Rusia           | 2   | 2     | 3      | 7     |
| 4    | Austria         | 2   | 0     | 2      | 4     |
| 5    | Finlandia       | 1   | 3     | 1      | 5     |
| 6    | Italia          | 1   | 2     | 1      | 4     |
| 7    | República Checa | 1   | 1     | 2      | 4     |
| 8    | Suecia          | 1   | 1     | 1      | 3     |
| 9    | Eslovenia       | 1   | 0     | 1      | 2     |
| 10   | Francia         | 1   | 0     | 0      | 1     |
| 11   | Canadá          | 0   | 0     | 1      | 1     |
|      | TOTAL           | 19  | 19    | 19     | 57    |